# (24247) 1999 XD105
(24247) 1999 XD105 est un astéroïde de la ceinture principale d'astéroïdes découvert en 1999.

## Description
(24247) 1999 XD105 a été découvert le 9 décembre 1999 à l'observatoire de Fountain Hills, une localité du comté de Maricopa en Arizona (États-Unis), par Charles W. Juels.

### Caractéristiques orbitales
L'orbite de cet astéroïde est caractérisée par un demi-grand axe de 3,1 UA, un périhélie de 2,78 UA, une excentricité de 0,08 et une inclinaison de 10,68° par rapport à l'écliptique. Du fait de ces caractéristiques, à savoir un demi-grand axe compris entre 2 et 3,2 UA et un périhélie supérieur à 1,666 UA, il est classé, selon la JPL Small-Body Database, comme objet de la ceinture principale d'astéroïdes.

### Caractéristiques physiques
(24247) 1999 XD105 a une magnitude absolue (H) de 14,1 et un albédo estimé à 0,234.